# Tåstarps kyrka
Tåstarps kyrka är en kyrkobyggnad som ligger mitt i Tåstarp på vägen mellan Munka-Ljungby och Hjärnarp utanför Ängelholm. Den tillhör Hjärnarp-Tåstarps församling i Lunds stift.

## Kyrkobyggnaden
Äldsta delarna av kyrkan härstammar från romansk tid, omkring år 1200 och var sannolikt byggd av munkar från Herrevads kloster. Ursprungligen bestod kyrkan av ett långhus med ett lägre och smalare kor samt en halvrund absid längst i öster. Vid långhusets södra sida fanns ett vapenhus med ingång till kyrkorummet.
Under 1400-talet försågs innertaket med valv. Under 1700-talet förlängdes kyrkan åt väster. 1829 uppfördes ett kyrktorn av gråsten som ersatte en tidigare klockstapel. Vid en omfattande renovering 1951 togs gamla målningar fram, däribland två solkors på norra väggen från kyrkans invigning omkring år 1200.
Intill kyrkan ligger en forntida offerplats.

## Inventarier
- Dopfunten av sandsten är samtida med kyrkan. Funten har huggna vädurs- och människohuvuden på foten och en rund cuppa.
- Ett åttakantigt dopfat av mässing härstammar från 1600-talet.
- Ett triumfkrucifix härstammar från medeltiden.
- Altaruppsatsen är från 1600-talet och är ombyggd 1776. Den består av snidade träkolonner och har målningar med tre motiv från Jesu lidandes historia. I övre fältet skildras Jesu uppståndelse och i de båda nedre fälten skildras Jesu bönekamp i Getsemane samt korsfästelsen.
- På predikstolen står årtalet 1619 samt dåvarande danske kungens namnchiffer (C IV) vilket syftar på Christian den fjärde. Troligen är 1619 predikstolens tillverkningsår. Korgens bildfält har skulpturer som symboliserar de fyra evangelisterna.
- I kyrktornet hänger två klockor. Storklockan är från 1775 och lillklockan från 1833.
- En mycket gammal fattigbössa finns i vapenhuset.

### Orgel
- 1853 byggde Johan Nikolaus Söderling, Göteborg en orgel med 6 stämmor.
- 1932 byggde Th Frobenius & Co, Lyngby, Danmark en orgel.
- Den nuvarande orgeln byggdes 1978 av A. Mårtenssons Orgelfabrik AB, Lund och är en mekanisk orgel.

| Huvudverk I     | Svällverk II        | Pedal          | Koppel |
| Rörflöjt 8'     | Gedackt 8´          | Subbas 16´     | I/P    |
| Principal 4'    | Fugara 8'           | Kvintadena 4'´ | II/P   |
| Täckflöjt 4'    | Koppelflöjt 4'      |                | II/I   |
| Blockflöjt 2'   | Principal 2'        |                |        |
| Mixtur 2-3 chor | Sesquialtera 2 chor |                |        |
|                 | Tremulant           |                |        |
|                 | Crescendosvällare   |                |        |

## Bildgalleri

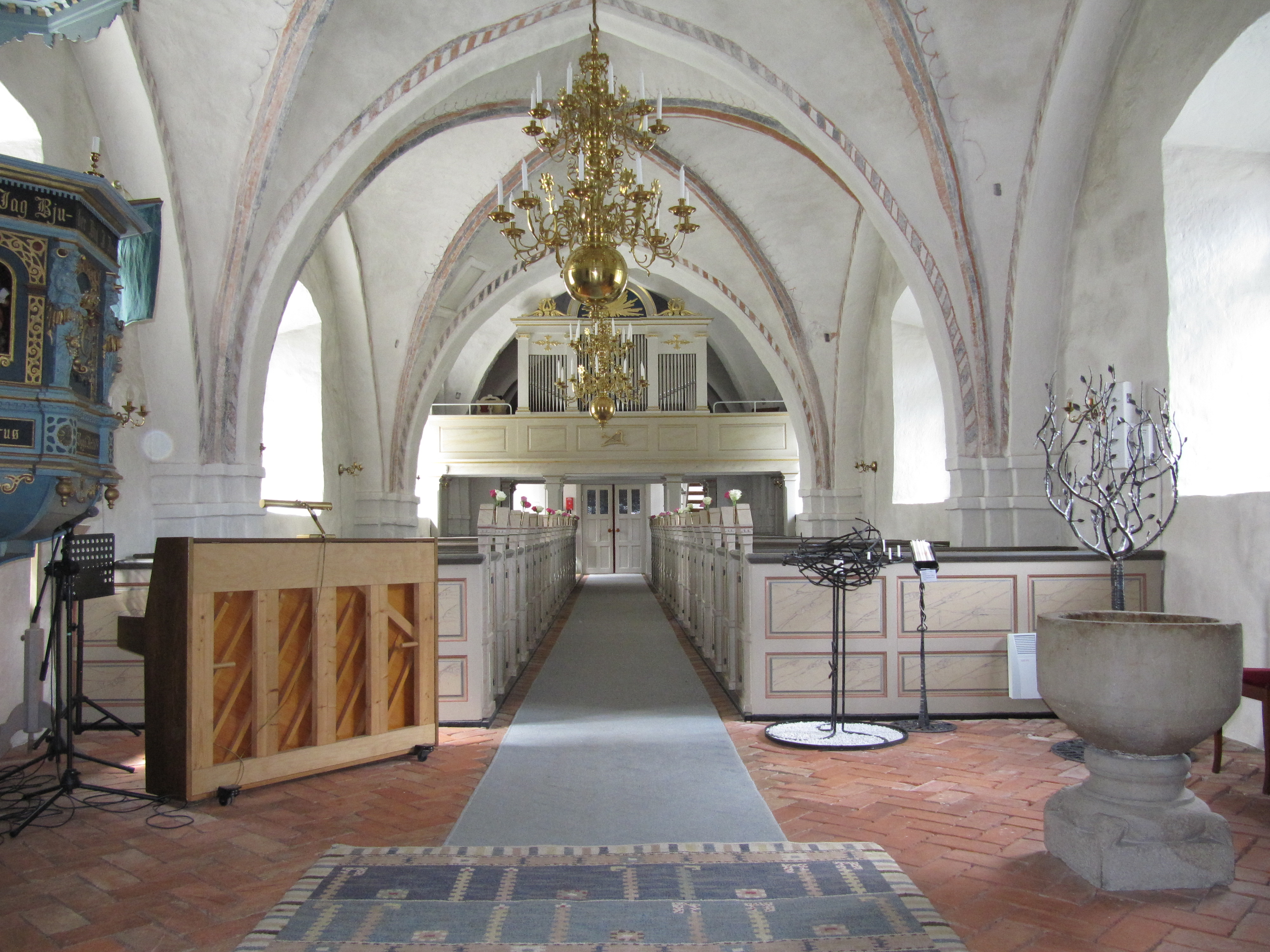
Kyrkorum mot väster
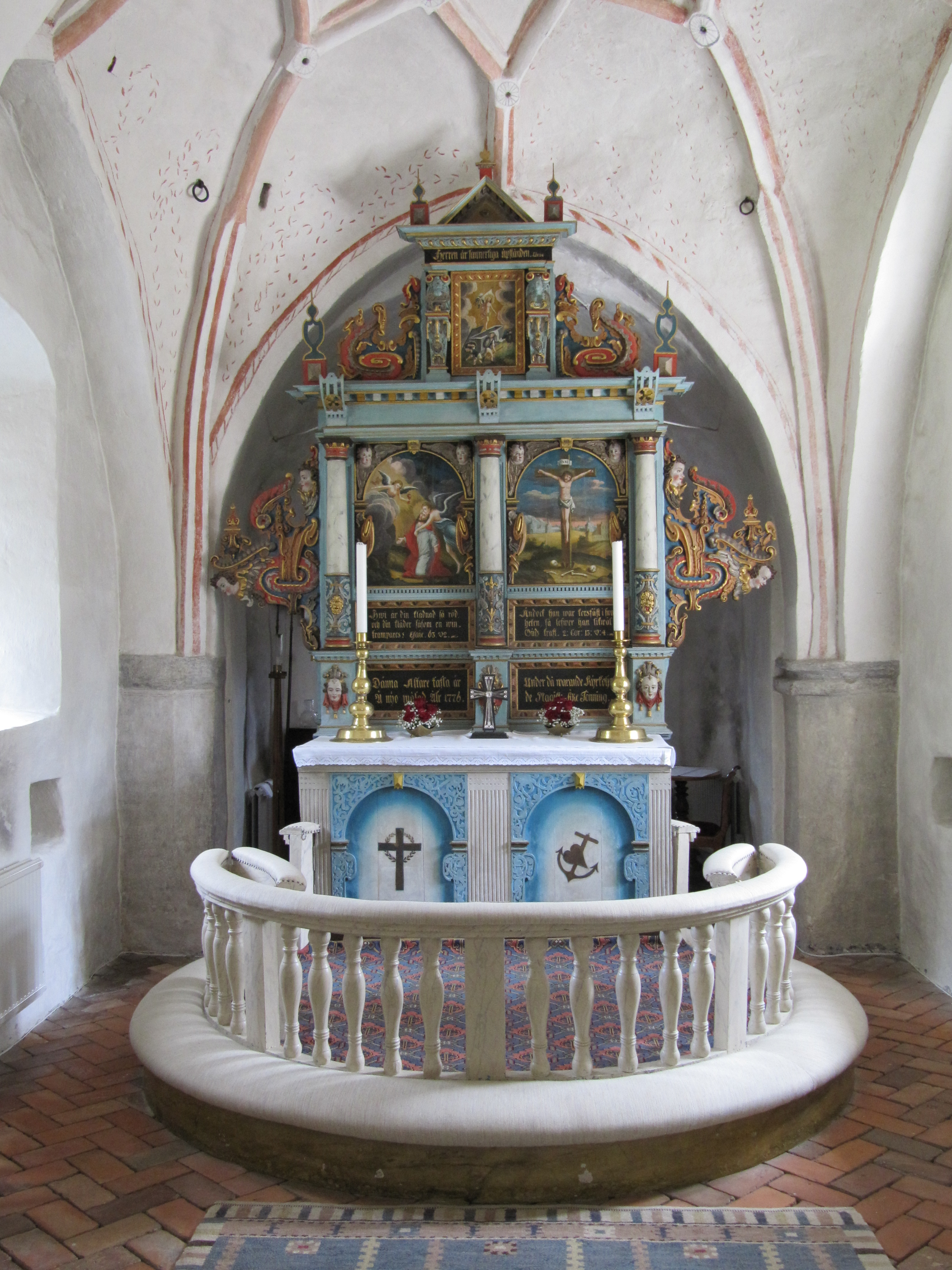
Altare med altaruppsats
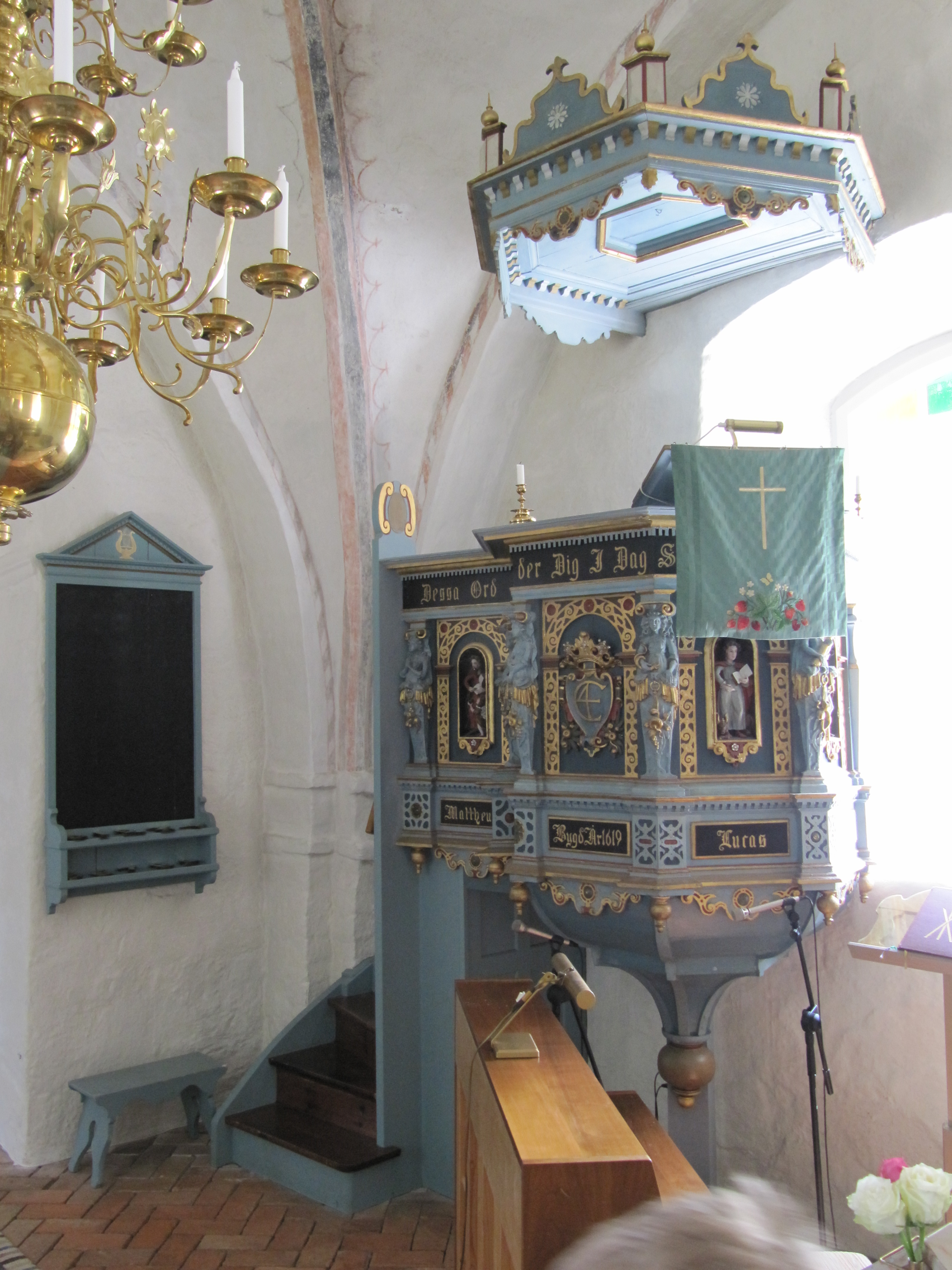
Predikstol
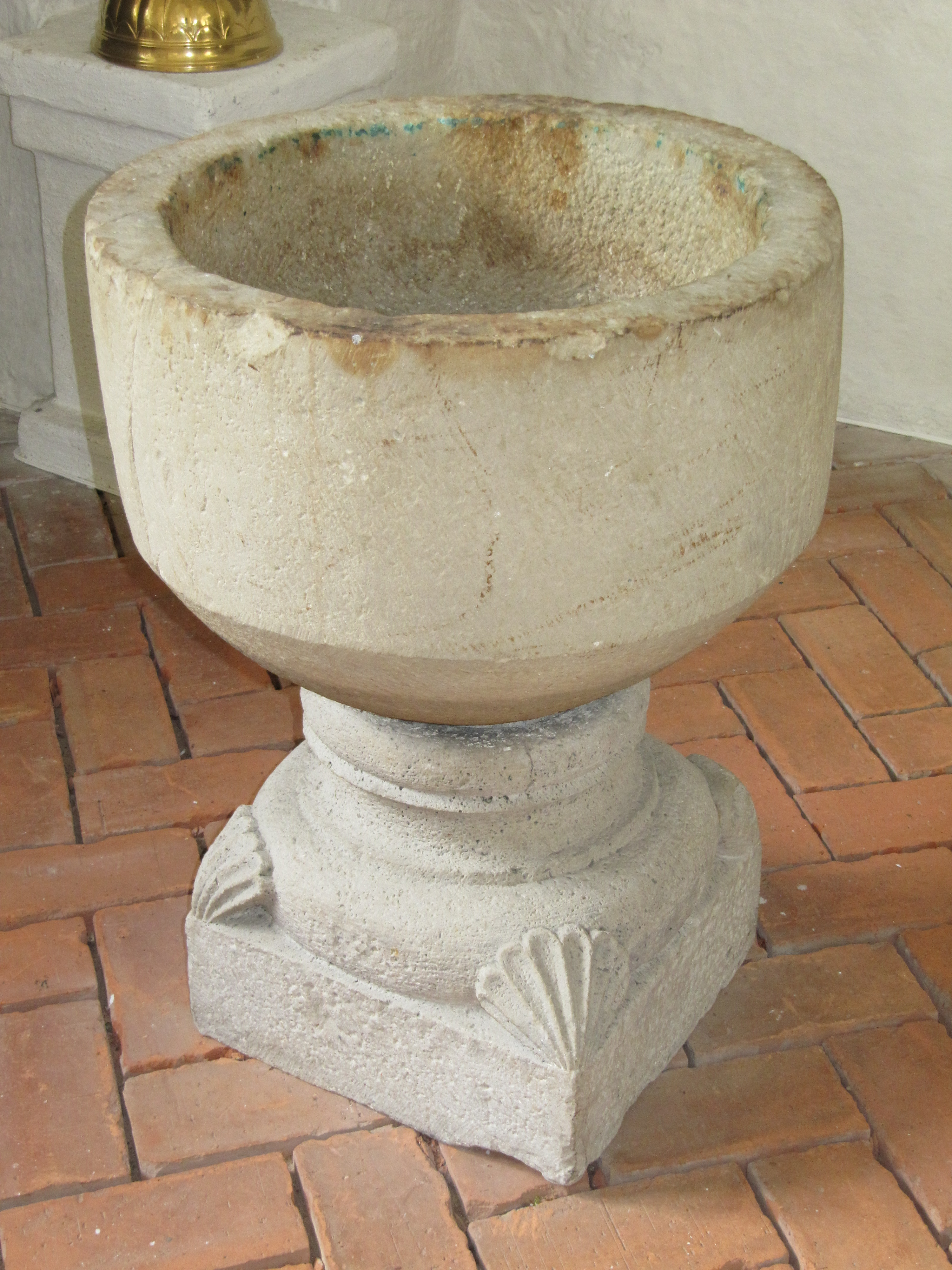
Dopfunt
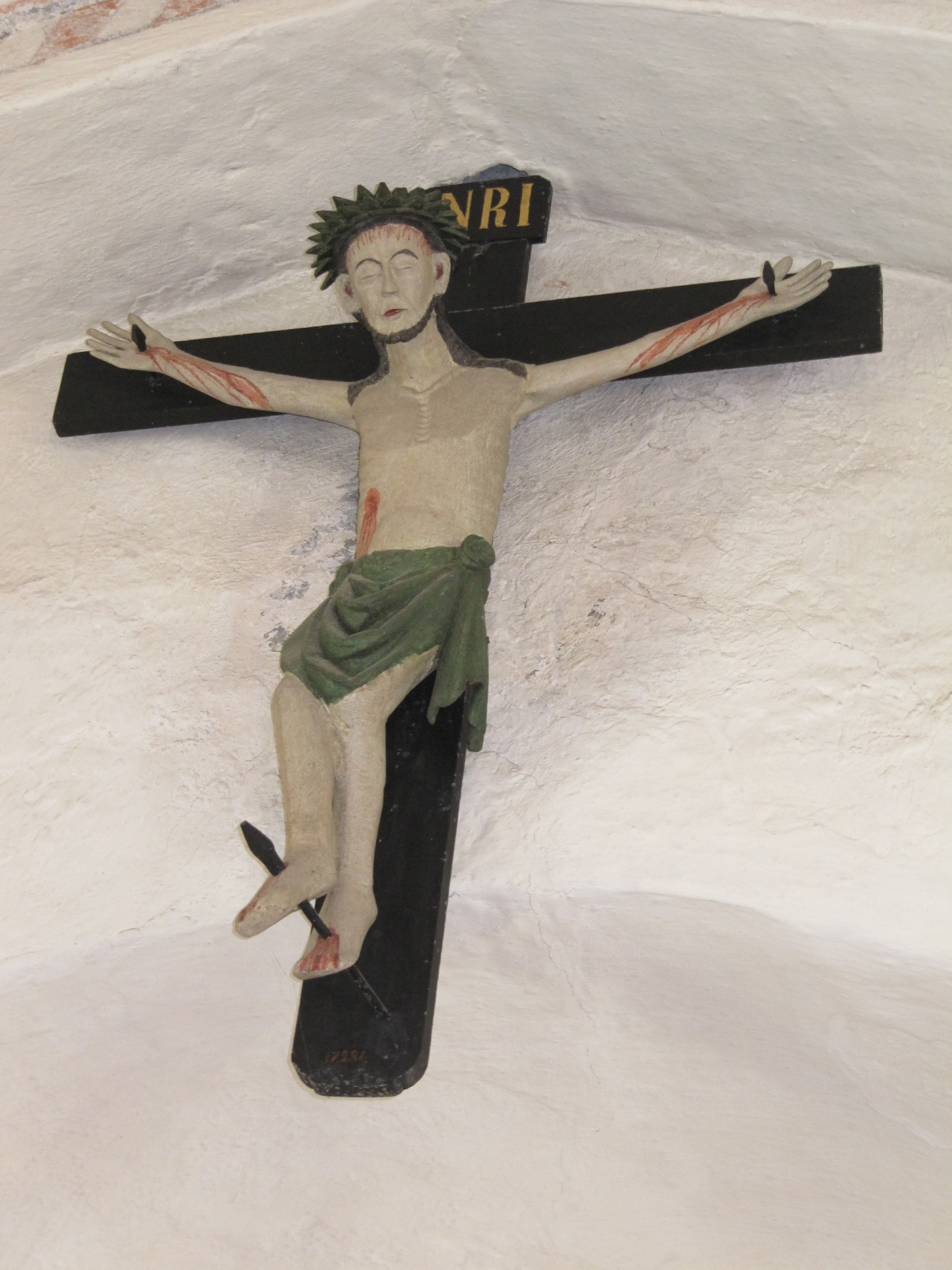
Triumfkrucifix
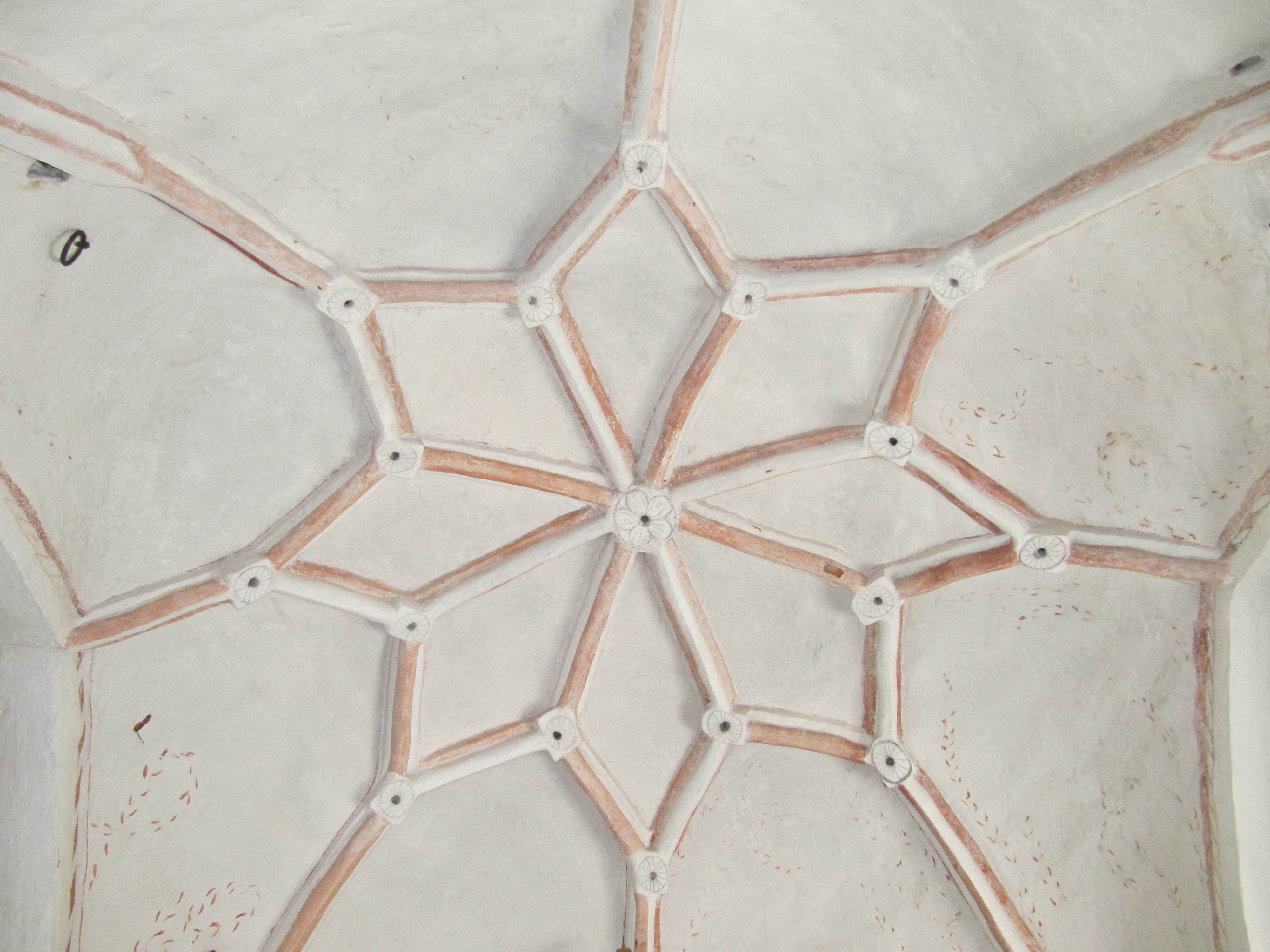
Kortakets stjärnvalv
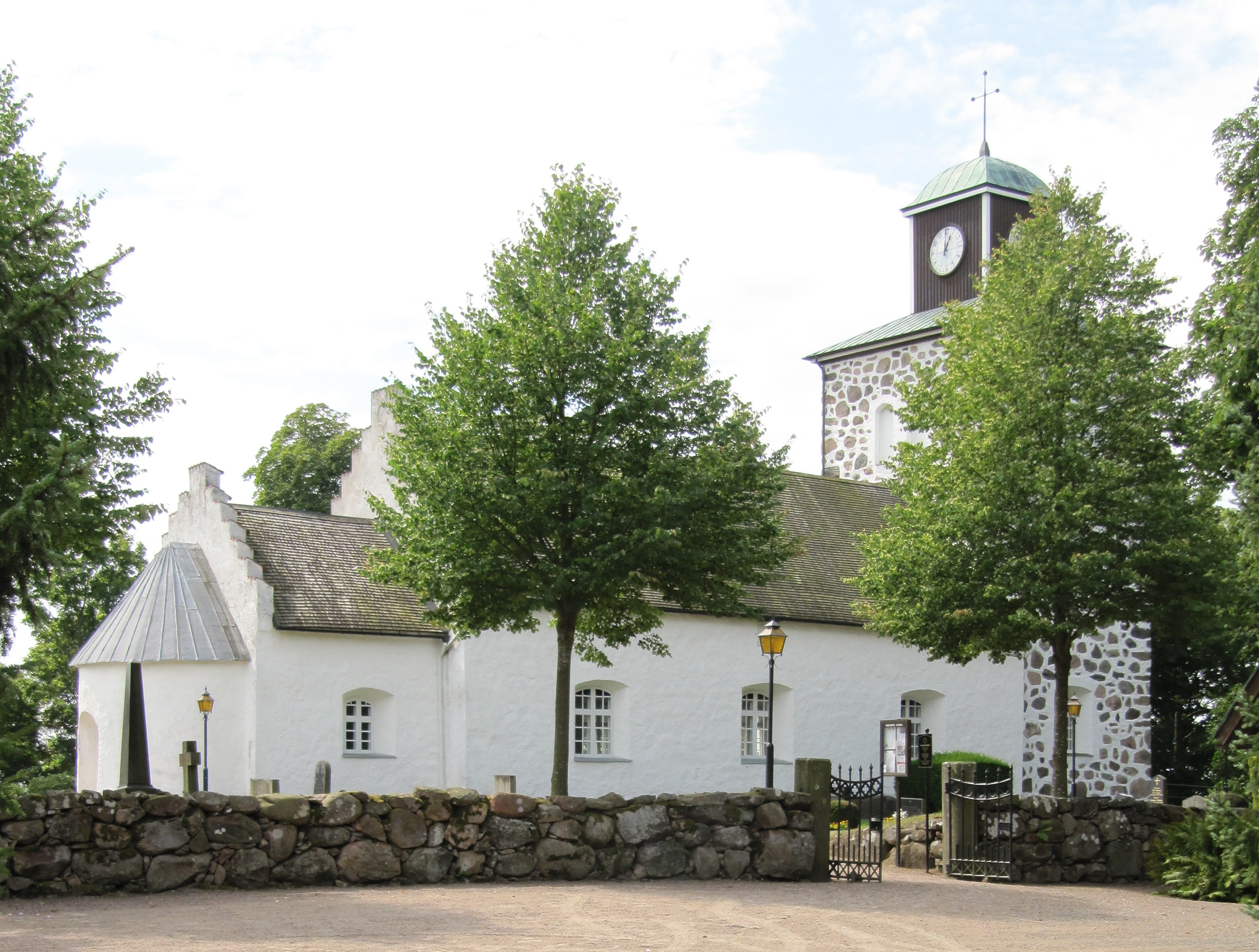
Kyrkan från nordost

### Webbkällor
- Åsbo Släkt- och Folklivsforskare